# Indira Gandhi
Indira Priyadarshini Gandhi, em hindi इन्दिरा प्रियदर्शिनी गान्धी, (Allahabad, 19 de novembro de 1917 – Nova Deli, 31 de outubro de 1984) foi primeira-ministra da Índia entre 1966 e 1977 e entre 1980 e 1984.
Indira Gandhi não possui nenhum parentesco com Mahatma Gandhi.

## Biografia

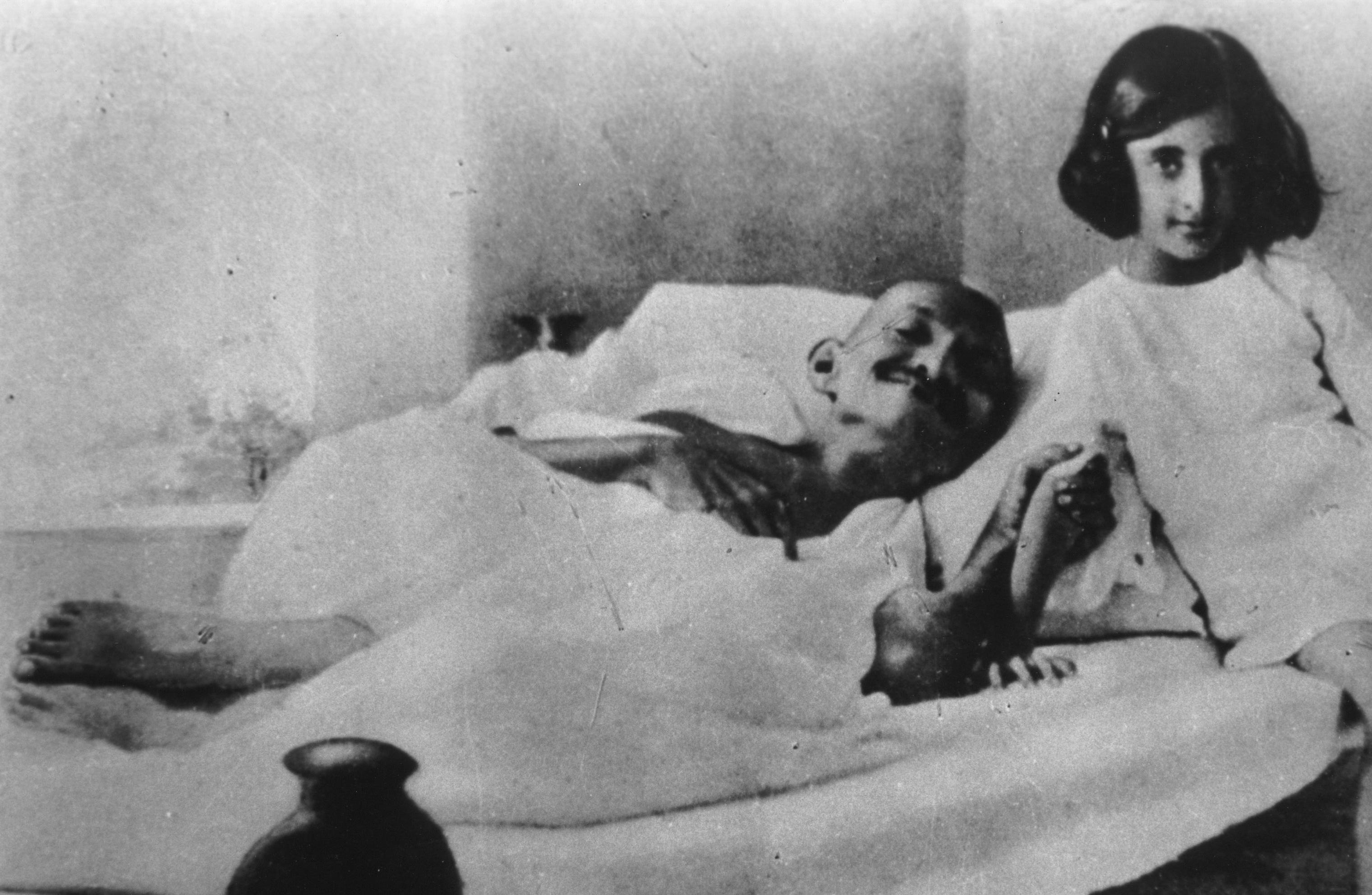
Gandhi jejuando, foto da década de 1920, a criança ao lado é Indira Gandhi

Filha de Jawaharlal Nehru, foi a primeira mulher a ocupar o cargo de chefe do governo indiano. Tinha o sobrenome do marido Feroze Gandhi, que havia mudado seu sobrenome para "Gandhi" por razões políticas.
Brilhante política, estrategista e pensadora, possuía grande ambição política. Como mulher e ocupando a mais alta posição do governo numa sociedade bastante patriarcal, esperava-se que Indira fosse uma líder de pouca relevância, mas as suas acções provaram o contrário.
Filiou-se em 1939 ao Partido do Congresso Nacional Indiano, e passou mais de um ano presa por atividades durante a guerra. Seus primeiros anos na política foram dedicados a ajudar o pai, Nehru, primeiro-ministro, exercendo o cargo de presidente do Congresso (1959-60). Tornou-se ministra da Informação e Radiodifusão no gabinete de Lal Bahadur Shastri, e em 1966, após a morte deste, foi escolhida para suceder-lhe como primeira-ministra, depois de breve interinidade exercida por Gulzarilal Nanda.

Primeira-ministra Indira Priyadarshini Gandhi em visita ao Brasil em 1968

Durante os anos seguintes esteve engajada em uma prolongada rixa com a velha liderança do Congresso, mas derrotou-os com a ajuda da ala esquerdista, em 1969-70. Como Primeira-Ministra, Indira usou com cuidado os instrumentos de que dispunha para consolidar seu poder e autoridade. Usando seu poder de nomeações, criou gabinetes notoriamente débeis. Criou seu próprio partido do Congresso, depois da cisão de novembro de 1969, dentro do partido do Congresso Nacional Indiano.
Reeleita em 1971 — depois de campanha feroz nos moldes de sua conhecida plataforma socialista com o slogan célebre (garibi hatao ou expulsar a pobreza) — conseguiu melhorar a sorte de seu próprio governo com os êxitos da Guerra Indo-Paquistanesa de 1971, contra o vizinho Paquistão, apoiado pelos Estados Unidos da América, em Bengala do Leste, onde a intervenção da Índia permitiu aos separatistas locais coroar sua própria guerra de independência de nove meses com a criação de uma república independente, o Bangladesh. Depois de invadir o Paquistão Oriental, o exército indiano não derrotou o Paquistão porque a Índia tinha aceitado a ideia do Paquistão, após a partilha. O presidente estadunidense Richard Nixon numa mensagem para Indira, despachou o porta-aviões USS Enterprise para a baía de Bengala, mas o exército indiano em breves dias já terminara seus assuntos no Paquistão do Leste. Além do mais, a União Soviética tinha oferecido auxílio, em caso de confrontação com os Estados Unidos.[carece de fontes?]
O apoio norte-americano ao Paquistão deve ser encarado pelo prisma da Guerra Fria. O Paquistão era aliado dos Estados Unidos e a Índia vista como próxima a Moscou, embora oficialmente não-alinhada. A Índia retirou suas forças do Paquistão ocidental, mas já estava criada a República do Bangladesh. Pode-se considerar que foi uma derrota para os Estados Unidos e seu aliado Paquistão, tendo provocado uma onda de orgulho na Índia. Indira foi adorada pelas massas, depois da vitória e um dos inquéritos do instituto Gallup a mostrava como a pessoa no Governo mais admirada do mundo.
Após a bem-sucedida guerra indo-paquistanesa de 1971, sua popularidade subiu no auge, tendo depois declinado na década de 1970. Quando ameaçada com a perda de sua posição por um processo jurídico em função de atividades eleitorais ilegais, declarou estado de emergência (1975-77) e governou a Índia ditatorialmente, auxiliada por apaniguados, como seu filho mais novo, Sanjay.
Após a derrota nas eleições de 1977 para Morarji Desai, sua carreira parecia estar encerrada, mas em 1979 a sua facção no Partido do Congresso reelegeu-a e ela governou até ser assassinada, em 1984, por um extremista sikh. Em (1983-84) foi-lhe atribuído o Prêmio Lênin da Paz. O seu filho mais velho, Rajiv Gandhi (1944-1991) sucedeu-lhe como primeiro-ministro.
A Indira atribui-se a nacionalização dos bancos na Índia, o que os economistas da época desaconselhavam, mas que conseguiu-lhe aprovação das massas, reflexo da fúria do povo comum no momento em que diversos bancos particulares tinham falido e arrastado os depósitos do povo, que recebera apenas uma fração. Numerosos bancos particulares eram operados por companhias holding, com interesses variadíssimos, de modo que o povo achava que o dinheiro depositado não estava sendo bem usado. A rede nacionalizada criada por Gandhi criou as instituições de sucesso de hoje, que recebem a confiança geral. Indira tomou também a medida corajosa de fazer cessar as pensões particulares como os pagamentos a título pessoal feitos aos Estados principescos, que ela considerava anacrônicos, dado o caráter democrático do país após sua independência.
Outro sucesso foram seus esforços em prol de autossuficiência alimentar para a Índia em cereais - a Revolução Verde. As iniciativas de seu Governo para diversificar e aumentar as colheitas em todo o país acabaram com a dependência da Índia em importações de cereais. O sucesso da Revolução Verde levou seu partido, o do Congresso, a vencer de modo arrasador as eleições legislativas de 1972 em diversos estados.
Indira Gandhi é também considerada a iniciadora do programa nuclear indiano. A Índia fez seu primeiro teste nuclear em 1974, teoricamente para propósitos pacíficos. A segunda série de testes em 1998 levou ao reconhecimento das capacidades nucleares do país.

## Emergência ou estado de sítio
Seus adversários alegaram que seu partido praticara fraude eleitoral para vencer as eleições de 1971. Em Junho de 1975, a Alta Corte de Allahabad considerou-a culpada de fraude eleitoral e ordenou que perdesse seu assento no Parlamento e fosse proibida de se candidatar por mais seis anos. Em vez de enfrentar a acusação, Indira declarou estado de sítio ou emergência na Índia, e, em suas próprias palavras, «deu uma parada na democracia».
Invocando o artigo 352 da Constituição Indiana, arrogou-se poderes extraordinários, reduziu as liberdades civis e perseguiu a oposição, no que foi apoiada por Madre Teresa. Líderes de partidos rivais foram presos, a eletricidade cortada nos jornais da oposição. Assembleias oposicionistas foram dissolvidas, suspensas indefinidamente. Indira editou leis cada vez mais duras e emendas constitucionais que passaram pelo Parlamento com pouca discussão e sem debate.
Indira tentou reescrever as leis do país com ajuda do Parlamento, maneira de se proteger de perseguição legal quando o estado de emergência terminasse. As reformas foram enormes, mas ela cada vez queria mais, de modo que usou o presidente Fakhruddin Ali Ahmed para promulgar «leis extraordinárias» acima do Parlamento, permitindo que ela governasse por decreto.

## Anos posteriores
Os anos seguintes de seu Governo ficaram marcados por um rompimento grave nas relações entre os hindus e sikhs que levariam finalmente a seu assassinato. Alarmados com o aumento de popularidade de um líder missionário Sikh, figura altamente politizada, Sant Jarnail Singh Bhindranwale, os líderes da Índia mais se perturbaram com a proclamação por parte dele de que os Sikhs eram comunidade soberana que devia se autogovernar.
Temendo o apoio do Paquistão ao movimento, em junho de 1984 Gandhi ordenou a Operação Estrela Azul, um assalto militar ao santuário sagrado em Amritsar intitulado Harmindar Sahib ou Templo de Ouro, templo mais importante de prece para os Sikh, que fora ocupado por Sant Jarnail Singh e seus partidários e militantes e transformado em esconderijo secreto de armas. Gandhi deu ordem ao Exército para irromper pelo santuário e os ocupantes recusaram-se a sair. Na luta que se seguiu houve 83 soldados e 493 ocupantes mortos, incluindo os líderes, além de numerosos feridos.
Os Sikhs encheram-se de raiva com a dessecração do santuário e sua alienação teve consequências dramáticas, pois em 31 de outubro de 1984 Indira Gandhi foi assassinada por seus dois guarda-costas Sikh, Beant Singh e Satwant Singh, morrendo minutos depois de entrar no All India Institute for Medical Sciences (AIIMS), em Nova Délhi. Beant Singh foi morto durante o assassinato e Satwant Singh condenado a morrer enforcado em 1988. Em New Délhi, irromperam motins antiSikh em que mais de dois mil sikhs inocentes morreram. Muitos membros do partido do Governo e do Congresso estiveram implicados nos motins, alguns ainda aguardam julgamento nos tribunais. Indira parece ter tido uma premonição de sua morte pois na própria noite em que morreu, num discurso, disse: "I don't mind if my life goes in the service of the nation. If I die today, every drop of my blood will invigorate the nation», ou seja, «Não me importa se perco a vida ao serviço da nação. Se morrer hoje, cada gota de meu sangue revigorará a nação.»
Seu corpo foi cremado em 3 de novembro em Raj Ghat. Seu funeral foi transmitido ao vivo em emissoras nacionais e internacionais, incluindo a BBC.

## Herança

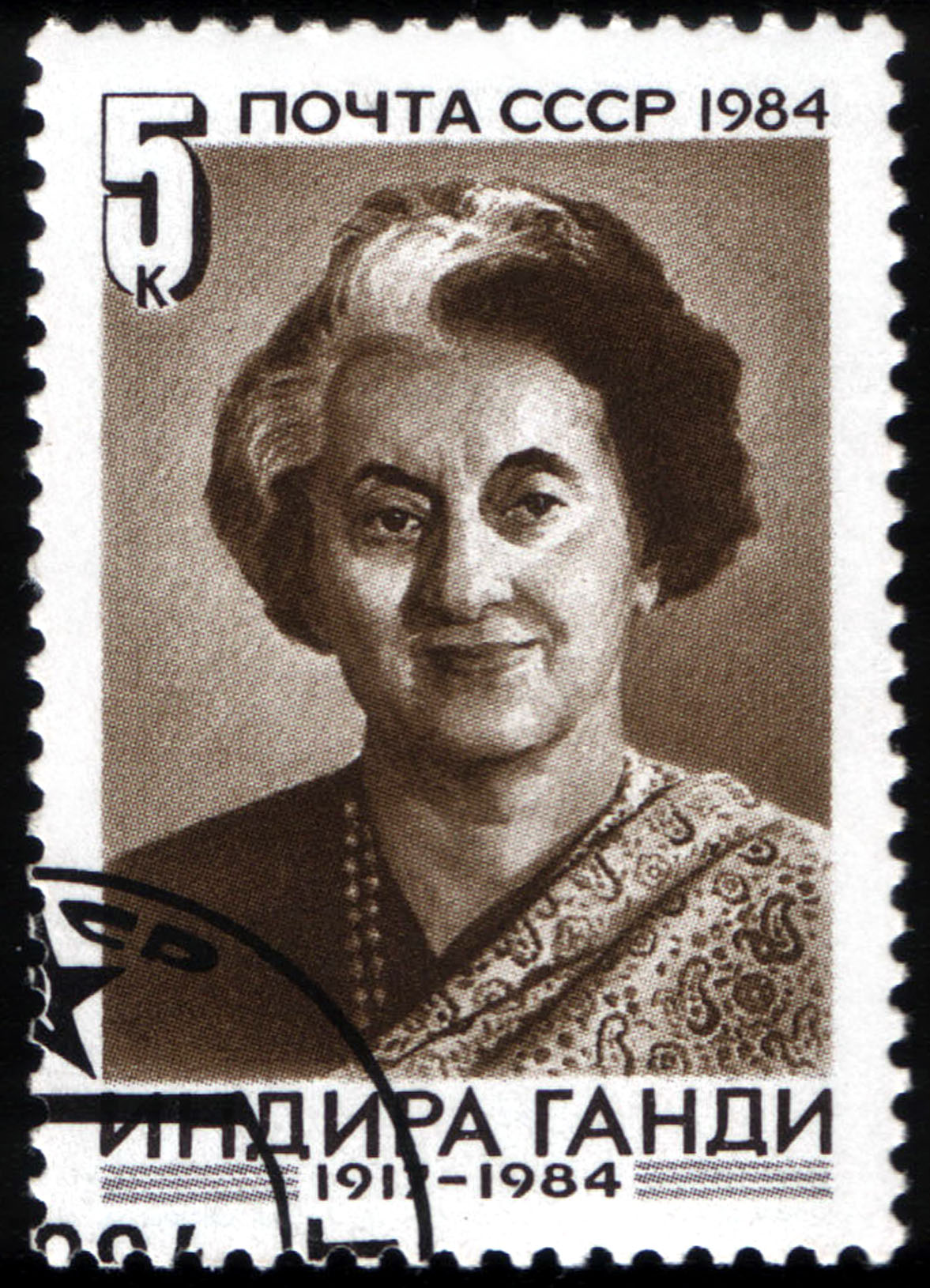
Selo da União Soviética em homenagem a Indira após sua morte

Até hoje a herança de Indira como primeira-ministra é controversa. Embora tenha tido forte personalidade, e seu governo tenha sido popular sobretudo nas camadas jovens e mais pobres, é muito discutível sua decisão de declarar o estado de sítio apenas para escapar de ser processada. E até hoje numerosos sikhs ainda se ressentem do que consideram o mais sangrento genocídio da Índia.
Seus dois filhos, Sanjay e Rajiv, envolveram-se na política. Sanjay Gandhi morreu num acidente aéreo (possivelmente projetado para acontecer) em junho de 1980. Rajiv Gandhi entrou para a política em fevereiro de 1981 e se tornou primeiro-ministro por ocasião da morte da mãe, e em maio de 1991, ele próprio teve fim semelhante, assassinado por militantes estrangeiros do LTTE. Sua viúva, a italiana Sonia Gandhi (portanto, nora de Indira), chefiou uma coalizão de seu partido (Congresso) que em si próprio era inédita na história do Partido, e conseguiu surpreendente vitória nas eleições de 2004 Lok Sabha, afastando Atal Bihari Vajpayee e sua Aliança Democrática Nacional (NDA). Sonia Gandhi não aceitou a oportunidade de assumir o cargo de primeiro-ministro, de modo que Manmohan Singh, um sikh, aceita o cargo, passando assim a comandar o país.